# Gabriël van der Hofstadt
Gabriël van der Hofstadt (Bruxelles, 1620 – Anversa, 1690) è stato un pittore fiammingo pittore del periodo barocco specialista in opere religiose.

## Biografia
Secondo Arnold Houbraken nacque a Bruxelles e divenne un ritrattista. In seguito iniziò a dipingere allegorie storiche, specializzandosi in opere di passione e martiriche, di cui molte possono ancora essere viste nelle pale d'altare del Brabante.
Secondo RKD aveva 24 anni nel 1645. Nessuna delle sue opere è giunta ai nostri giorni. Cornelis de Bie lo chiamò Gerrit van Hoochstad nel suo libro di biografie di pittori, Het Gulden Cabinet. Affermò che era un pittore molto apprezzato e che era bravo nella ritrattistica, ma divenne più interessato al mistero della Passione e dipinse molti santi e pale d'altare per le chiese delle città circostanti. Houbraken utilizzò l'opera di De Bie come fonte, e lo chiamò Gerrit van Hoochstadt.